# Bart Kolkman
Bart Kolkman (Bathmen, 4 oktober 1945) is een voormalig profvoetballer van Go Ahead Eagles.
Kolkman speelde zijn gehele professionele voetballoopbaan voor Go Ahead Eagles. De verdediger maakte zijn debuut in 1964. Tot en met 1975 kwam Kolkman tot ruim 150 optredens in de eredivisie namens de club uit Deventer. Hierna keerde hij terug naar de amateurs van Daventria.